# 마르가레테 작전

마르가레테 작전

마르가레테 작전(독일어: Unternehmen Margarethe, 헝가리어: Margarethe hadművelet)은 1944년 3월, 독일 국방군이 헝가리를 점령한 사건이다.